# Wirkprinzip
Das Wirkprinzip beschreibt, auf welchem Weg technische Verfahren ihr Ziel erreichen. Dazu gehören das Zusammengehen von physikalischen Effekten, geometrischen und stofflichen Merkmalen (Wirkfaktoren) sowie deren Wechselwirkungen im Prozess. 
Bei den Fertigungsverfahren werden Werkzeug und Werkstück als Wirkpaar bezeichnet, ihre Bewegung zueinander ist die Wirkbewegung.

## Abgrenzung zwischen Wirk- und Funktionsprinzip
Ein Wirkprinzip kann einerseits für fertigungs- oder verfahrenstechnische Vorgänge und andererseits für Vorgänge im Inneren eines technischen Systems wie einer Kraft- oder Arbeitsmaschine definiert werden. Dabei hat es sich durchgesetzt, für fertigungs- und verfahrenstechnische Vorgänge von Wirkprinzip und für systeminterne Vorgänge von Funktionsprinzip zu sprechen.

## Geschichte
In den 1950er Jahren wurden die ersten Versuche unternommen, das Wirkprinzip als Eigenschaft technischer Verfahren zu definieren. Ab den 1970er Jahren gab es eine breit geführte Diskussion über die Bedeutung des Wirkprinzips. Durch die allgemeine Technologie, Ansätze zu einer allgemeinen Techniklehre, die sich mit der neuen Informationstechnik gegen Ende des 20. Jahrhunderts bildeten, wurde in den 1980er Jahren das Beschreibungsmodell des Wirkprinzips konkretisiert.
Nach Horst Wolffgramm wird ein Wirkprinzip durch folgendes Schema beschrieben:
1. Benennung des Wirkprinzips
2. Beschreibung der Zielsetzung
3. Beschreibung der wesentlichen Eigenschaften des Arbeitsgegenstandes
4. Beschreibung der wesentlichen Funktionseigenschaften des Arbeitsorgans
5. Beschreibung der Wirkbedingungen der Operationsenergie